# Zosterops hypoxanthus
Zosterops hypoxanthus — вид воробьиных птиц из семейства белоглазковых (Zosteropidae).

## Распространение
Эндемики новогвинейского Архипелага Бисмарка. Обитают на островах Новая Британия, Новая Ирландия и нескольких более мелких. Иногда этих птиц относили к виду Zosterops minor с главного острова Новой Гвинеи. Живут в лесах, зарослях, садах и на плантациях, чаще встречаются в гористой местности, реже — вплоть до уровня моря.

## Описание
Самцы и самки внешне схожи. Яркое глазное кольцо разорвано спереди. Чёрное «лицо», тёмно-оливковые шея, спинка и крылья. Нижние части ярко-желтые. Хвост чёрный (у некоторых подвидов бледнее).

## Охранный статус
МСОП присвоил виду охранный статус LC.